# 第八奥古斯塔军团

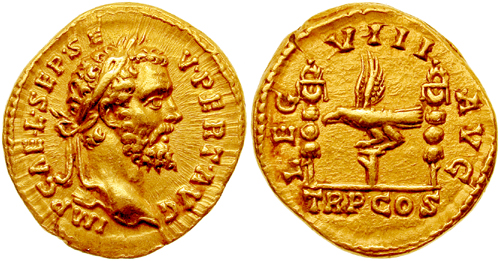
第八奥古斯塔军团的相关文物

第八奥古斯塔军团（英語：Legio VIII Augusta）古罗马军队建制名称。由格奈乌斯·庞培于公元前65年所建立。该军团曾参加高卢战争、罗马内战以及罗马入侵不列颠的相关行动，具有重要地影响与积极意义。